# Сафіян Марія
Сафіян Марія-Надія, після одруження Лозинська (27 вересня 1915, м. Копичинці — 16 листопада 2014, США)  — громадська діячка, перша акторка західноукраїнського кіно.

## Життєпис
Народилася Марія Степанівна в 1915 році в м. Копичинці. Закінчила «Рідну школу» в Копичинцях та учительську семінарію в м. Львові. Вела активну громадську діяльність в «Просвіті», «Союзі українок» та інших товариствах, хорі «Боян» та драматичній студії. Вийшовши заміж Марія народила дочку Ларису та сина Аскольда, яких виховала українцями, незважаючи на те, що вони проживали закордоном. Аскольд Лозинський очолював Світовий конгрес українців, а також був радником президента Віктора Ющенка. Померла Марія Сафіян в 2007 році в США.

## Творчість

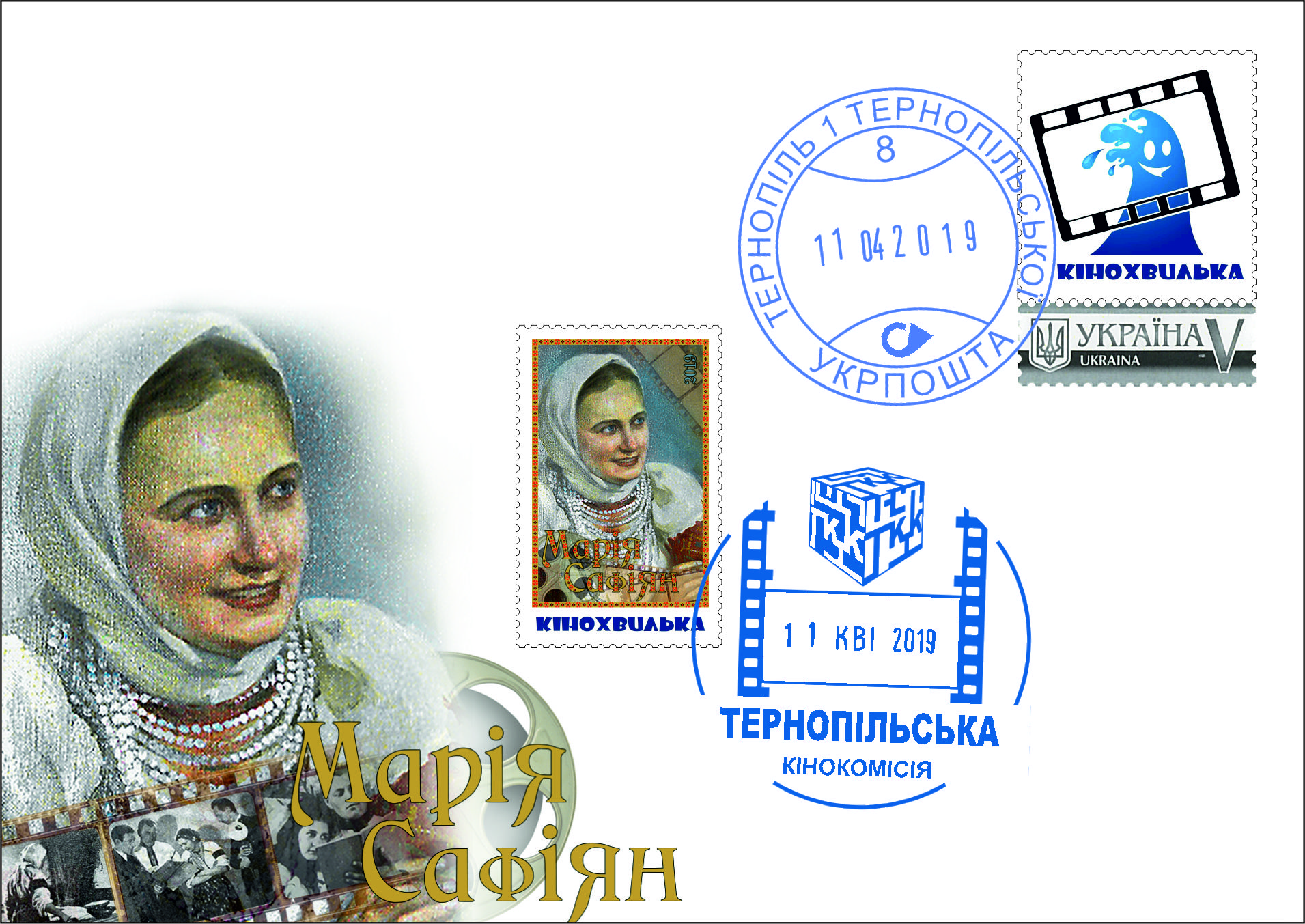
Конверт із спецпогашенням із серії "Кіномитці Тернопільщини"

З 1936 по 1937 роки знялася в першій українській повнометражній художній стрічці «До добра і краси», прем'єра якої відбулася в Львові 1938 року.
У 2019 році виготовлено спеціальний конверт в серії "Кіномитці Тернопільщини" та відбулося спецпогашення.

## Еміграція
До Австрії Марія Степанівна емігрувала 1944 року. Пізніше в 1950 році до США.

## Громадська діяльність
Упродовж 20 років була секретарем Головної управи Об'єднання жінок оборони чотирьох свобід України. Брала участь у роботі 2-го з'їзду НРУ, 2-го Всесвітнього форуму українців, святкуванні 50-річчя УПА в Києві, Львові, на Волині. З Орестом Савкою фундатором копичинецького музею Марія Сафіян постійно підтримувала зв'язки, приїжджала до рідного містечка, залишила спогади про зйомки фільму.